# Heniocha dyops
Heniocha dyops es una especie de mariposa nocturna de la familia Saturniidae. Se la encuentra en Angola, Kenia, Namibia, Sudáfrica y Tanzania.
Las larvas se alimentan de Acacia mearnsi, Acacia burkei, Acacia hereroensis, Acacia karroo, Acacia mellifera y  Acacia nigrescens.